# 酒井忠交
酒井 忠交（さかい ただかた）は、播磨国姫路新田藩の初代藩主。

## 略歴
宝暦4年（1754年）2月22日、酒井家姫路藩の初代藩主・酒井忠恭の八男として生まれる。
明和7年（1770年）4月18日に元服する。閏6月23日に1万石を分与されて姫路新田藩を立藩し、帝鑑詰めとなった。その後、日光祭礼奉行や駿府加番などを務めた。大坂加番も務めている。
享和4年（1804年）1月20日に死去した。享年51。跡を次男の忠質が継いだ。

## 系譜
- 父：酒井忠恭（1710年 - 1772年）
- 母：北原氏
- 正室：禎祥院 - 阿部正允の娘
  - 嫡男：某 - 早世
- 生母不明の子女
  - 次男：酒井忠質（1780年 - 1816年）